# John Glen (réalisateur)
Pour les articles homonymes, voir Glen (homonymie).

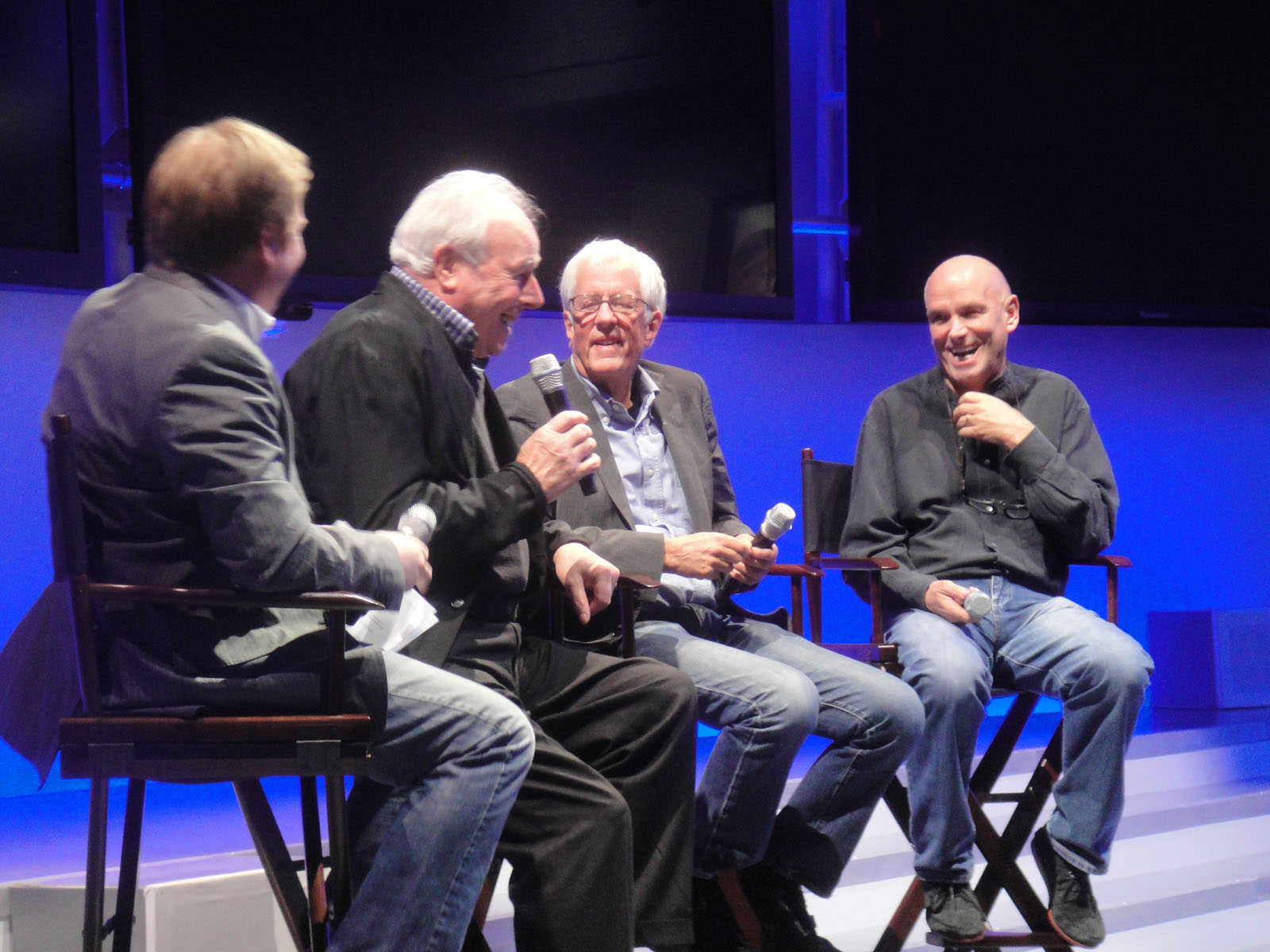
On peut voir John Glen avec James bond, Michael Apted et Martin Campbell au CES 2012

John Glen, né le 15 mai 1932 à Sunbury-on-Thames (dans le comté de Surrey, en Angleterre), est un réalisateur anglais. Il est particulièrement connu pour avoir réalisé cinq films de James Bond à la suite dans les années 1980.

## Biographie
Il débute en 1947 comme coursier dans les studios de Shepperton. Par la suite il travaille dans les salles de montage et est embauché par les studios Nettleford et Beaconsfield. Il travaille d'abord comme monteur sur des documentaires, puis pour des séries télévisées, comme Destination Danger, dans lesquelles il s'occupe surtout des scènes d'action. Il réalise aussi un épisode de L'Homme à la valise.
En 1969, il devient monteur et assistant réalisateur pour Au service secret de Sa Majesté, puis pour L'Espion qui m'aimait en 1977 et Moonraker en 1979. Là encore il s'occupe surtout des scènes d'action et des cascades : on lui doit en partie la poursuite en bobsleigh d'Au service secret de Sa Majesté et le saut en parachute à skis de L'Espion qui m'aimait.
Durant les années 1970, il travaille aussi comme monteur pour quelques films — c'est le cas avec Retraite mortelle en 1972 — et toujours comme assistant réalisateur, entre autres pour Les Oies sauvages et Superman en 1978.
En 1981, il convainc le producteur Albert R. Broccoli de le laisser réaliser Rien que pour vos yeux. Il commence alors à collaborer avec le scénariste Michael G. Wilson. John Glen a réalisé tous les James Bond « officiels » des années 1980 (Jamais plus jamais, réalisé par Irvin Kershner en 1983, est le seul film de James Bond à ne pas avoir été produit par EON Productions). Ses films de James Bond sont connus pour leurs cascades et scènes d'action spectaculaires pour l'époque.
À partir des années 1990, il ne réalise plus de James Bond et sa carrière s'essouffle. En 1991, il réalise Aigle de fer III, puis, l'année suivante, Christophe Colomb : La découverte, qui ne connut pas le succès. En 1995, il réalise quelques épisodes de la série télévisée britannique Space Precinct. Son dernier film date de 2001. Il s'agit de The Point Men, avec Christophe Lambert.

## Gimmick
Le réalisateur John Glen a son gimmick personnel : dans tous ses films, un oiseau surgit. Par exemple, dans Rien que pour vos yeux, alors que Bond escalade la paroi de la montagne, un pigeon lui fait lâcher prise. Dans Octopussy un oiseau apparaît dans le palais de Kamal Khan, dans Tuer n’est pas jouer il est présent dans une allée de la propriété de Brad Whitaker, et dans Permis de tuer un oiseau vole devant la vitre du bureau de Franz Sanchez[Interprétation personnelle ?].

## Filmographie

### En tant que réalisateur
- James Bond :
  - 1981 : Rien que pour vos yeux (For Your Eyes Only) avec Roger Moore
  - 1983 : Octopussy (Octopussy) avec Roger Moore
  - 1985 : Dangereusement vôtre (A View to a Kill) avec Roger Moore
  - 1987 : Tuer n'est pas jouer (The Living Daylights) avec Timothy Dalton
  - 1989 : Permis de tuer (Licence to Kill) avec Timothy Dalton
- Autres :
  - 1990 : Checkered Flag (en)
  - 1991 : Aigle de fer 3 (Aces: Iron Eagle III),
  - 1992 : Christophe Colomb : La Découverte (Christopher Columbus: the Discovery),
  - 1995 : Épisodes de la série télévisée britannique Space Precinct,
  - 2001 : The Point Men.

### Assistant réalisateur
- 1969 : Au service secret de sa majesté (On Her Majesty's Secret Service), réalisé par Peter Hunt avec George Lazenby,
- 1969 : L'or se barre (The Italian Job), réalisé par Peter Collinson avec Michael Caine,
- 1971 : Catlow, réalisé par Sam Wanamaker avec Yul Brynner,
- 1971 : La Guerre de Murphy (Murphy's War), réalisé par Peter Yates avec Peter O'Toole,
- 1974 : Gold, réalisé par Peter Hunt avec Roger Moore,
- 1976 : Parole d'homme (Shout at the Devil), réalisé par Peter Hunt avec Roger Moore,
- 1977 : L'Espion qui m'aimait (The Spy Who Loved Me) réalisé par Lewis Gilbert avec Roger Moore,
- 1978 : Les Oies sauvages, réalisé par Andrew V. McLaglen avec Richard Burton,
- 1978 : Superman, réalisé par Richard Donner avec Christopher Reeve,
- 1979 : Moonraker (Moonraker) réalisé par Lewis Gilbert avec Roger Moore.

### Monteur
- 1969 : Au service secret de sa majesté (On Her Majesty's Secret Service) réalisé par Peter Hunt avec George Lazenby,
- 1971 : La Guerre de Murphy (Murphy's War), réalisé par Peter Yates avec Peter O'Toole,
- 1972 : La Cible hurlante (Sitting Target), réalisé par Douglas Hickox avec Oliver Reed,
- 1972 : Retraite mortelle (Pulp), réalisé par Mike Hodges avec Michael Caine,
- 1973 : Maison de poupée (A Doll's House), réalisé par Patrick Garland avec Anthony Hopkins,
- 1974 : Gold, réalisé par Peter Hunt avec Roger Moore,
- 1975 : Conduct Unbecoming, réalisé par Michael Anderson avec Michael York,
- 1976 : Seven Nights in Japan, réalisé par Lewis Gilbert avec Michael York,
- 1977 : L'Espion qui m'aimait (The Spy Who Loved Me) réalisé par Lewis Gilbert avec Roger Moore,
- 1978 : Les Oies sauvages, réalisé par Andrew V. McLaglen avec Richard Burton,
- 1979 : Moonraker (Moonraker) réalisé par Lewis Gilbert avec Roger Moore,
- 1980 : Le Commando de sa Majesté (The Sea Wolves), réalisé par Andrew V. McLaglen avec Roger Moore.